# Théories d'une vitesse de lumière variable
Les concepts de vitesse de la lumière variable soutiennent que la vitesse de la lumière dans le vide, généralement notée c, pourrait ne pas être constante dans certains cas.

## Anomalie MAGIC
En 2005, le télescope d'observation des rayons gamma MAGIC observa un décalage entre différentes vagues de lumière. Certains physiciens proposèrent que cet effet fût une première observation confortant des théories de la gravitation quantique qui prédisaient une variation de la vitesse de la lumière selon le niveau d'énergie. Mais même pour les partisans de ces théories, l'effet semblait anormalement élevé.
Finalement, les observations du Fermi Gamma-ray Space Telescope ne montrèrent aucun décalage, ce qui conduisit à penser que le résultat de MAGIC était dû à différents phénomènes astrophysiques. Les théories prévoyant une variation de la vitesse de la lumière suivant les niveaux d'énergie ne sont pas forcément réfutées par ces nouvelles mesures, car elles peuvent être ajustées pour expliquer qu'aucun effet n'est visible pour les niveaux d'énergie impliqués.

## Vitesse de la lumière variable en cosmologie
Des théories de la variation de la vitesse de la lumière ont été proposées indépendamment par Jean-Pierre Petit en 1988,,, puis John Moffat en 1992 et popularisées par le duo Andreas Albrecht et João Magueijo en 1998,,,,, pour expliquer le problème de l'horizon en cosmologie et proposer ainsi une alternative à l'inflation cosmique.
Dans le modèle de Petit, la variation de c accompagne la variation conjointe de toutes les constantes physiques combinées aux changements de facteurs d'échelle dans l'espace-temps pour que toutes les mesures et équations de ces constantes demeurent inchangées au cours de l'évolution de l'Univers. Les équations de champs d'Einstein demeurent invariantes sous la variation conjointe de c et G dans la constante d'Einstein. Selon ce modèle, l'horizon cosmologique varie comme le facteur d'échelle, ce qui explique l'homogénéité observée pour l'univers primitif. Par la suite, Jean-Pierre Petit a modifié son modèle, restreignant la variation des constantes dans les hautes densités énergétiques de l'Univers à ses débuts, où l'entropie peut être utilisée comme variable chronologique avec une métrique conformément plate,. Bien que ces travaux soient les premiers dans le domaine, et les seuls encore aujourd'hui[réf. nécessaire] à fournir une loi de variation conjointe des constantes au fil du temps[pas clair], ils furent peu cités dans ce qui fut ultérieurement publié sur la théorie VSL[pertinence contestée].
L'idée de John Moffat et du duo Albrecht-Magueijo est que la lumière se soit déplacée jusqu’à 1060 plus vite au début de l'univers[à développer], laissant le temps aux régions distantes de l'Univers en expansion d'interagir entre elles.

## Critique générale des différentes cosmologies à vitesse de la lumière variable
D'un point de vue très général, GFR Ellis et Jean-Philippe Uzan ont exprimé des inquiétudes selon lesquelles une variation de c nécessiterait une réécriture d'une grande partie de la physique moderne pour remplacer le système actuel qui dépend d'une constante c,. Ellis a affirmé que toute théorie de la variation de c doit redéfinir les mesures de distance ; doit fournir une expression alternative pour le tenseur métrique en relativité générale ; pourrait contredire l'invariance de Lorentz ; doit modifier les équations de Maxwell ; et doit être effectuée de manière cohérente par rapport à toutes les autres théories physiques. Les cosmologies VSL restent en dehors de la physique dominante.